# Pigs in a blanket
Pigs in a blanket («Cerdos en una manta» en español) son un perrito caliente u otra salchicha pequeña envuelta en hojaldre que se sirve comúnmente como aperitivo en los Estados Unidos. La similitud del nombre con el plato del Reino Unido pigs in blankets, que es una salchicha envuelta en panceta, a veces genera confusión.

## Ingredientes y preparación
El término pigs in a blanket generalmente se refiere a perros calientes en masa de cruasán, pero puede incluir salchichas de Viena, salchichas de cóctel o de desayuno horneadas dentro de masa de galleta o masa de cruasán. Los libros de cocina estadounidenses de la década de 1800 tienen recetas para pigs in blankets, pero este es un plato bastante diferente de ostras enrolladas en tocino similar a los angels on horseback. La versión moderna se remonta al menos a 1940, cuando un libro de cocina del Ejército de los Estados Unidos enumera pork sausage links (pigs) in blankets («Enlaces de salchicha de cerdo en mantas»).
La masa a veces es casera, pero la masa enlatada es la más común. También se usa a veces masa para panqueques, aunque esta combinación se sirve más comúnmente como un corn dog. La variedad más grande se sirve como plato principal rápido y fácil o como comida ligera (especialmente para los niños) en el almuerzo o la cena, mientras que la versión más pequeña se sirve como aperitivo. En Texas, los kolaches o klobasneks son un plato similar originario de los inmigrantes checos. La carne o parte salada, a menudo una salchicha pero no siempre, se envuelve en masa de kolache y no de masa de cruasán. Este plato en Texas se conoce más comúnmente como «kolaches». Sin embargo, los kolaches de estilo checo tradicional son un plato dulce y no un plato salado. 

## Servicio

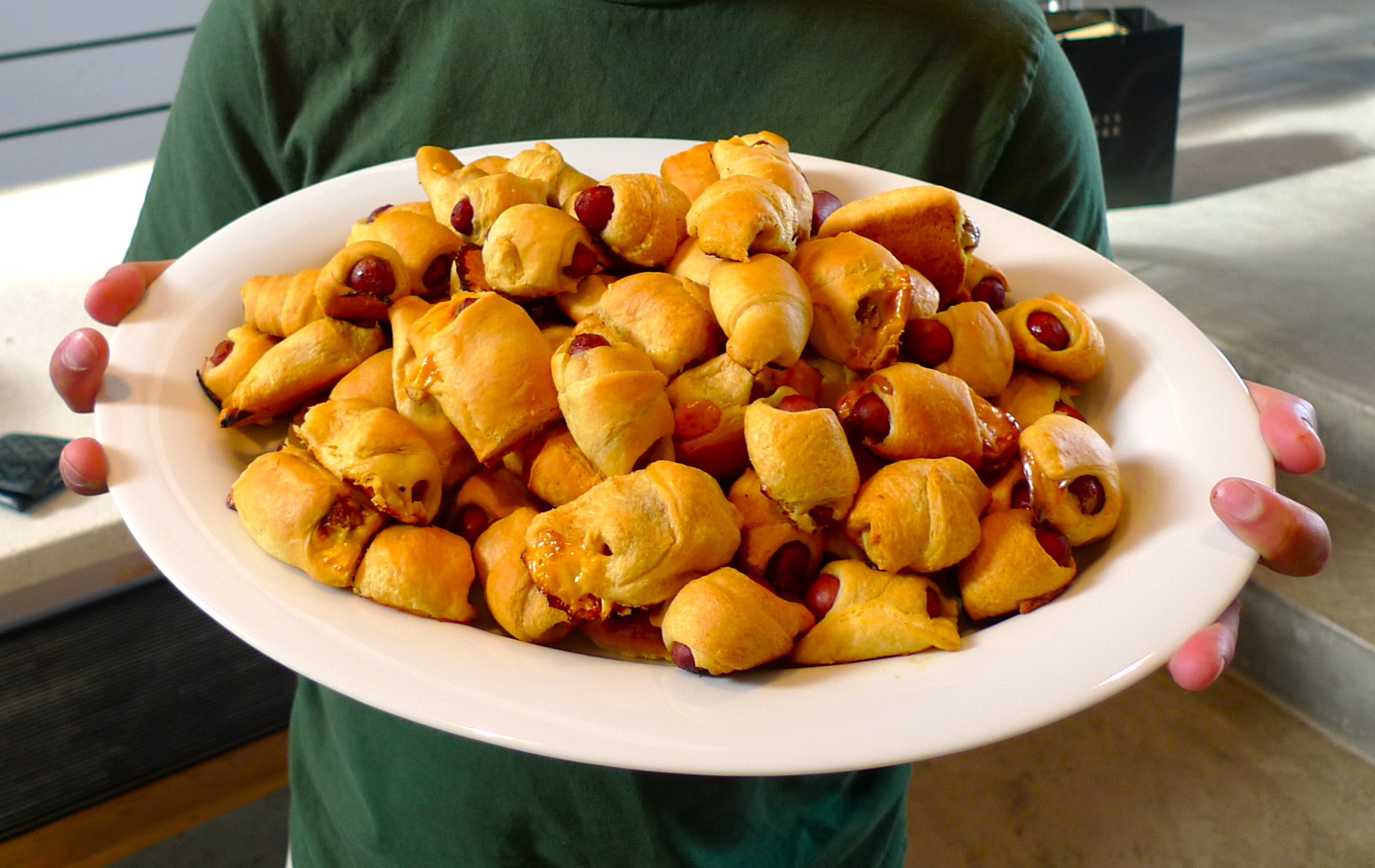
Un plato de pigs in a blanket pequeños.

Las versiones más pequeñas del plato se sirven comúnmente como aperitivo o hors d'oeuvre, a veces con una salsa de mostaza o alioli, o se acompañan de otros alimentos durante el plato principal. 

## Platos similares

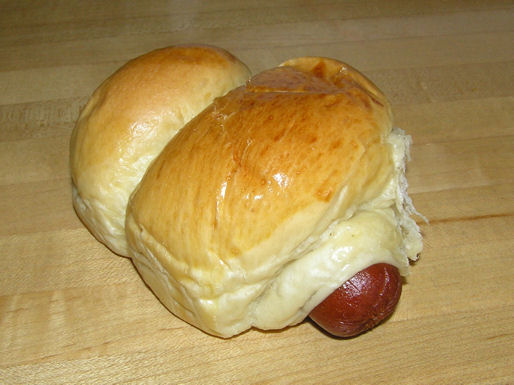
Un bollo de salchicha (cheung jai baau) de Hong Kong.

Varios países tienen alimentos similares bajo una variedad de nombres.
En Argentina, la salchicha se cubre con ketchup y luego se envuelve en masa para empanadas y se hornea.
En Bélgica, este es un plato tradicional de la ciudad de Namur, donde se le llama avisance. Históricamente era una salchicha o embutido de carne en masa de pan, sustituido en la actualidad por el hojaldre.
En Brasil, la salchicha se envuelve en una masa parecida al pan y luego se hornea. Se le conoce como enroladinho de salsicha («enrollado de salchicha»), y es a la vez una comida rápida y un snack.
En China, una salchicha china envuelta en hojaldre se llama lap cheong bao y se cocina al vapor en lugar de hornearla.
El nombre también puede referirse a un plato checo-estadounidense, klobasnek, una salchicha en masa kolach.
En Dinamarca y Suecia, un hot dog envuelto en pan se llama fransk hot dog (tdl. ‘french hot dog’). El nombre es una referencia a la similitud del pan con una baguette. En Dinamarca, los cerdos al estilo americano en una manta se conocen como pølsehorn, que significa «cuernos de salchicha».
En Estonia, se les conoce como viineripirukas, que significa «pastel de salchicha».
En Finlandia, las salchichas en pastelería se conocen como nakkipiilo (tdl. ‘wiener hideout’).
El alemán Würstchen im Schlafrock («salchicha en bata») utiliza salchichas envueltas en hojaldre o, más raramente, tortitas. El queso y el tocino a veces están presentes.
En Hong Kong, una salchicha envuelta en hojaldre se llama cheung jai baau (腸仔包, literalmente «bollo de perrito caliente») y se hornea.
En Israel, Moshe Ba'Teiva («Moisés en la cesta») es un plato infantil que consiste en un perrito caliente kosher enrollado en una hoja de hojaldre y horneado.
En Italia, Rollò con würstel es una comida callejera que se encuentra en Palermo, Sicilia, hecha de masa de brioche y wurstel .
En México, la salchicha se envuelve en una tortilla y se fríe en aceite vegetal. El nombre «salchitaco» (taco de chorizo) proviene de la fusión de las palabras salchicha y taco.
En los Países Bajos, especialmente en la provincia de Brabante Septentrional, una salchicha o carne de salchicha en masa de pan se conoce como worstenbroodje, que significa «pan de salchicha». En el resto del país es más conocido el saucijzenbroodje. Esto es casi lo mismo, pero la masa es más una masa de hojaldre y su forma es más como un rectángulo.
En Nueva Zelanda, un pig in a blanket es una salchicha envuelta en una rebanada de pan, a menudo con cebolla y/o salsa añadida. Con frecuencia se vende como una recaudación de fondos de caridad.
En Rusia, el plato se llama Сосиска в тесте (Sosiska v teste, «salchicha en masa»).
En Serbia, el plato tiene un nombre rol viršla (tdl. ‘(hot) dog roll’). Rol viršla es un tipo de comida rápida muy popular en Serbia.